# Pteroglossa lurida
Pteroglossa lurida là một loài thực vật có hoa trong họ Lan. Loài này được (M.N.Correa) Garay miêu tả khoa học đầu tiên năm 1980.